# Major Taylor
Marshall Walter Taylor dit Major Taylor (né le 26 novembre 1878 à Indianapolis et mort le 21 juin 1932 à Chicago) est un coureur cycliste américain qui remporte le championnat du monde professionnel de vitesse à Montréal en 1899. Il détient sept records du monde en 1899 et fait figure, de 1899 à 1904, de cycliste sur piste le plus rapide du monde.
Major Taylor est le premier cycliste noir sacré champion du monde ; il est également le deuxième sportif noir de l'histoire qui remporte un championnat du monde, après le boxeur canadien George Dixon.
Il est, dans l'histoire du sport, le premier Noir à avoir vécu une grande carrière de sportif professionnel de renommée internationale. Il a été intronisé au Temple de la renommée du cyclisme américain en 1989.

## Enfance

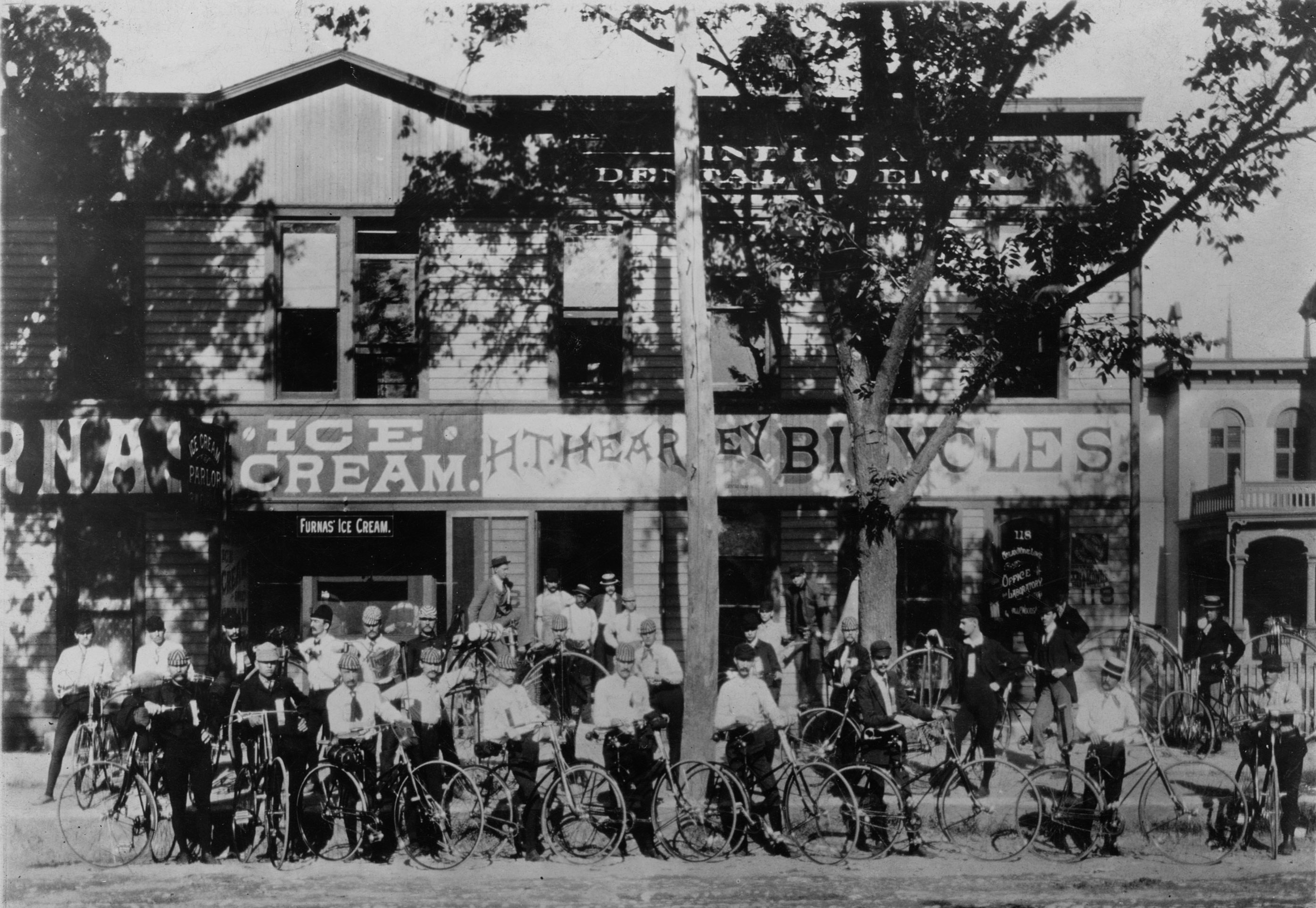
Photographie de la boutique de cycles de Tom Hay où Major Taylor a été embauché pour réaliser des acrobaties à vélo. Ici en 1896.

Taylor est le fils de Gilbert Taylor, vétéran de la guerre de Sécession, et Saphronia Kelter, qui avaient émigré de Louisville (Kentucky), avec leur grande famille dans une ferme dans l'Indiana rural. Il était l'un des huit enfants : cinq filles et trois garçons. Le père de Taylor a été employé dans la maison d'une famille riche de l'Indiana, les Southards, comme cocher, où Taylor a également été élevé et éduqué. Lorsque Taylor était enfant, son père lui apportait du travail. L'employeur avait un fils, Dan Southard, qui avait le même âge et les deux garçons sont devenus des amis proches. Taylor a ensuite déménagé avec sa famille et a été en mesure de vivre une vie plus avantageuse que celle que ses parents ont pu lui donner.
Cette période de la vie et de l'apprentissage à la maison Southard a duré de l'époque où il avait huit ans, jusqu'à ce qu'il eut 12 ans quand les Southards ont déménagé à Chicago et Taylor a bientôt été plongé dans le monde réel.
À 12 ans, Taylor a reçu son premier vélo et est devenu un tel prodige que le propriétaire d'un magasin de vélo, Tom Hay, l'a embauché pour organiser des expositions et des acrobaties à vélo devant son magasin. Le nom de la boutique était Hay et Willits. La rémunération était de 6 $ par semaine, plus un vélo gratuit d'une valeur de 35 $. Taylor a effectué les cascades portant l'uniforme d'un soldat, d'où son surnom de «Major».

## Sa carrière de coureur

### Amateur
Quand il avait 13 ans en 1891, Taylor a remporté sa première course amateur à Indianapolis. Deux ans plus tard, en 1893, à 15 ans, Taylor a battu le record du mile (1,609 km) amateur où il a été hué et interdit de la piste à cause de la couleur de sa peau. Major Taylor a remporté sa première course importante à 16 ans le 30 juin 1895, une course sur route de 121 km, entre Indianapolis et Matthews, près de sa ville natale, il y est venu au milieu des menaces raciales de ses concurrents blancs.
Taylor a d'abord travaillé pour Munger à Indianapolis. Une fois qu'il a commencé à gagner et s'est fait une réputation de cyclone noir, comme afro-américain, Taylor a été interdit de course de vélo dans l'Indiana. Peu de temps après, il a déménagé dans le Massachusetts avec l'aide de son bienfaiteur, Louis D. "Birdie" Munger, qui deviendra son ami de toujours et mentor, dans une zone plus tolérante du pays.
L'une des premières courses auxquelles Taylor a participé a eu lieu le 26 septembre 1895 et a été rapportée dans The New York Times. La course sur 16 km a eu lieu à Brooklyn, dans le quartier Ocean Parkway et s'appelait la « Citizen Handicap. Major Taylor, inscrit comme résidant à Worcester (Massachusetts), est parti avec un handicap de 1 minute et 30 secondes. Il y avait neuf coureurs scratch ».
En 1896, il a déménagé d'Indianapolis à Worcester, centre de l'industrie du vélo des États-Unis, avec une demi-douzaine d'usines et 30 magasins de vélos, pour travailler comme mécanicien de vélo dans l'usine Worcester Cycle Manufacturing Company, détenue par Louis D. "Birdie" Munger. Il courait pour l'équipe de Munger qui s'était mis en tête de faire un champion de Taylor".
La première course dans la côte Est de Taylor était une course de 1 mile de la League of American Wheelmen (en) à New Haven où il a commencé à la dernière place, mais a gagné.

### Professionnel
Taylor est devenu professionnel en 1896 à l'âge de 18 ans et est très vite apparu comme « le plus formidable coureur en Amérique ». Un de ses plus grands partisans était le président Theodore Roosevelt qui a suivi Taylor tout au long de ses 17 ans de carrière de coureur.
Du 5 décembre au 12 décembre 1896, Taylor a participé à une course de six jours au Madison Square Garden à laquelle 5 000 personnes ont assisté à ce meeting indoor et Taylor a obtenu assez de notoriété pour être classé parmi les « compétiteurs américains » ce qui inclut AA Hansen, le « faiseur de pluie » de Minneapolis et Teddy Goodman. De nombreux « spécialistes étrangers » y ont participé, comme Albert Schock de Suisse, Frank Waller, Frank Forster et Ed von Hoeg, d'Allemagne, et Burns Wesley Pierce du Canada. Plusieurs pays étaient représentés, y compris le pays de Galles, la France, l'Angleterre et le Danemark. La principale épreuve de la rencontre était la course de six jours, toutefois, plusieurs autres courses étaient dignes d’intérêt comme le 1/2 mile (0,80 km) entre Jay Eaton et Teddy Goodman. Avec aussi le 1/2 mile scratch et le 1/2 mile avec handicap pour les professionnels. En outre, il y avait un 1/2 mile scratch et handicap pour les amateurs.

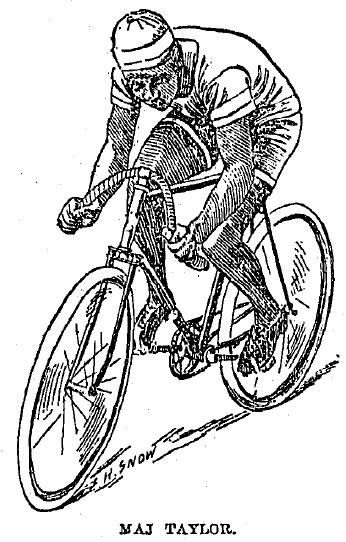
Major Taylor en juillet 1897

Taylor courut la course, inscrit comme résidant à South Brooklyn, New York. C'était sa première course professionnelle et il a remporté la dernière manche par 32 mètres sur AC Meixwell de Philadelphie et Eddie Bald, coureur de scratch représentant Syracuse (New York), et courant pour les cycles Barnes ; Taylor réglant l'ensemble du peloton pendant le 1/2 mile (0,80 km) de la course à handicap
Au meeting du Ruban Bleu du Bostonian Cycle Club, le 19 mai 1897, Taylor a remporté la première place dans le mile (1,6 km) ouvert aux professionnels sur un vélo Comet. Le 28 août 1897 à Waverly, courant pour Cambridgeport, il a pris la seconde place dans le mile pro open et gagna une manche dans le mile pro handicap.
Bien qu'il soit inscrit dans l'annuaire de la ville de Middletown (Connecticut) en 1896, on ne sait pas combien de temps il y a résidé après être devenu professionnel. Il finit par s'installer à Worcester (Massachusetts), où les journaux l'appelaient « The Worcester Whirlwind (le tourbillon de Worcester) ». Il se maria là-bas et eut une fille, bien que sa carrière lui ait demandé de passer une grande partie de son temps à voyager en Amérique, en Australie et en Europe.

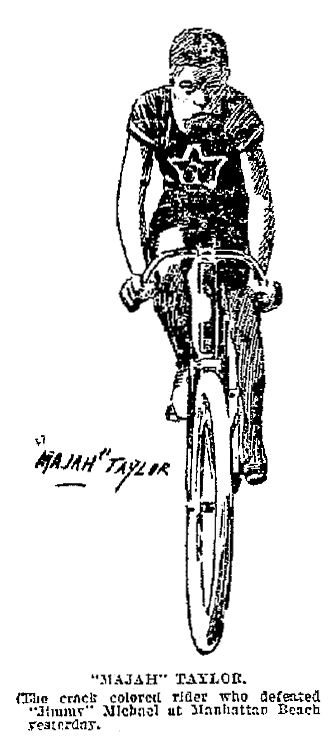
Major Taylor après sa victoire contre "Jimmy" Michael à Manhattan Beach, le 27 août 1898

Taylor gagne le 1,333 mile du championnat américain professionnel le 27 juillet 1898 à Asbury Park battant Eddie Bald et Tom Cooper.
En 1898, il détient sept records du monde sur les distances de 1/4 mile (0,40 km) au 2 miles (3,2 km) et a fini premier en 29 courses sur 49 auxquelles il a participé. Personne d'autre n'a égalé ce record. Taylor a droit à la reconnaissance en tant que champion national, mais la formation d'une nouvelle ligue de cyclisme cette année-là obscurcit son droit au titre. Taylor détint aussi le record mondial lancé avec entraîneurs de 1/2 mile en 45 s 2, le record mondial du mile, lancé, derrière entraîneur en 1 min 32 s, le 16 novembre 1898.

### Coureur chez Stearns
Taylor est allé à Syracuse (New York), pour la saison 1899 avec son ami, mentor et manager, Louis "Birdie" Munger pour signer un contrat avec E. C. Stearns Bicycle Agency (en). Taylor, Munger et son sponsor, Harry Sager étaient arrivés dans la ville pour entamer des négociations avec Olive Wheel Company, cependant, ils ont pu travailler sur un contrat plus lucratif avec Stearns qui a accepté de construire les vélos de Taylor en utilisant le mécanisme sans chaîne de vitesses Sager conçu par Harry Sager. Les vélos ne pesaient environ que 9 kg et un braquet de 2,20 m pour le sprint et un de 3 mètres, pour le demi-fond.
Stearns a également convenu de construire Taylor, un tandem à vapeur révolutionnaire derrière lequel il pourrait attaquer les records du monde et contester les leaders des courses derrière entraîneur. Bien que le tandem soit capricieux, Taylor a facilement battu le record du monde du mile en 1 min et 19 s à une vitesse de 73,32 km/h et battu son concurrent, Eddie McDuffie le 15 novembre 1899.
En six semaines en 1899, Taylor a établi sept records du monde. Il s'agit notamment du 1/4 de mile (0,40 km), 1/3 de mile (0,53 km) 1/2 mile (0,80 km), 2/3 de mile (1,06 km), 3/4 de mile (1,21 km), du mile (1,6 km) et des 2 miles (3,2 km). Il a fait le mile départ arrêté en 1 min et 41 s, un record qui a tenu pendant 28 ans. Taylor a remporté le championnat du monde de vitesse sur 1 mile par une longueur de roue dans une course passionnante à Montréal. Il a terminé deuxième dans le sprint sur 2 miles et a remporté le demi-mile.

### Sous les couleurs d'Iver Johnson
À la fin de 1899, Taylor a couru sous les couleurs de Iver Johnson (en) de Fitchburg (Massachusetts).

### Champion du sprint mondial
Earl Kiser, qui a été surnommé le « Petit Démon Dayton » a couru chez Yellow Fellow, l'équipe de Stearns au cours de la même période que Taylor. Kiser est devenu deux fois champion du monde de cyclisme et a concouru dans toute l'Europe à la fin des années 1890. Kiser a apporté son soutien à Taylor après qu'il a été interdit dans la plupart des courses nationales. Kiser a signé des pétitions pour lui et Taylor allait devenir le champion du monde de sprint en 1899 et champion du sprint américain en 1900 devant Frank Kramer, il était le premier Afro-Américain à remporter un titre mondial.
Après le championnat du monde 1899 de nombreuses contestations ont été faites en disant que tout cela était une farce parce que Taylor n'avait pas été en concurrence avec les coureurs les plus forts. Les records du monde, cependant, ont démontré sa performance et sont impossibles à rejeter. Aucun autre coureur cette année-là n'a égalé ses performances en gamme et en variété. Ses victoires comprennent 22 premières places dans les grandes courses du championnat à travers le pays, le Championnat de la League of American Wheelmen (en) qu'il a gagné aux points en 1900, devant Frank Kramer, champion du monde à Montréal, et la défense de son propre record du monde en deux campagnes de records énergiques.

### Courses à l'étranger
Taylor a participé à une tournée européenne en 1901, managé par Robert Coquelle. Durant laquelle il a participé à 57 courses et a remporté 40 d'entre elles, en battant les champions d'Allemagne, d'Italie et de France : Willy Arend gagne la première manche, sur 1 000 mètres, le 8 avril, à Friedenau, trois jours plus tard, Taylor prend sa revanche sur Willy Arend, toujours à Friedenau et gagne la belle à Hanovre le 6 juin. Il gagne contre Louis Grogna à Roubaix, à Verviers le 18 avril, puis à Anvers le 10 juin ; contre Robert Protin à Bruxelles ; contre Ferrari et Spartaco Pietro Bixio, à Bordeaux, le 2 mai, où il bat le record non officiel du 1/3 de km en 20 secondes et 1/5. Il s'incline une première fois, le 16 mai 1901, à Paris, au Parc des Princes, face à Edmond Jacquelin, d'une demi-roue. Il prend sa revanche la semaine suivante et gagne avec plusieurs longueurs d'avance, et gagne la belle à Berlin le 2 juin.
En 1902, il gagne la revanche du Championnat du Monde à Paris devant Thorvald Ellegaard
Outre la course en Europe, Taylor a également participé à des compétitions en Australie et Nouvelle-Zélande. En février 1903, Taylor était en compétition dans le handicap de Sydney (Nouvelle-Galles du Sud) pour un prix de 5 000 $ qui faisait la une des journaux à travers le monde comme étant la « riche course cycliste ».

### Nitroglycérine
La fascination des foules en Amérique, pour les courses de vélo de six jours, a traversé l'Atlantique. Et plus les spectateurs payaient pour l'entrée, plus les prix pouvaient être importants et plus grande était l'incitation des coureurs à rester éveillés ou à s'empêcher de dormir, pour courir la plus grande distance. Les soigneurs luttaient contre leur épuisement en leur donnant de l'aide dans le box. Parmi les traitements dont ils se sont servis, la nitroglycérine, un médicament utilisé pour stimuler le cœur après une crise cardiaque et qui a été crédité de l'amélioration de la respiration des coureurs.
Les coureurs souffraient d'hallucinations dues à l'épuisement et peut-être à cause des médicaments. Taylor a refusé de continuer une course à New York en disant : « Je ne peux pas aller en sécurité, car il y a un homme qui me poursuit autour de l'anneau avec un couteau à la main ».

### Racisme

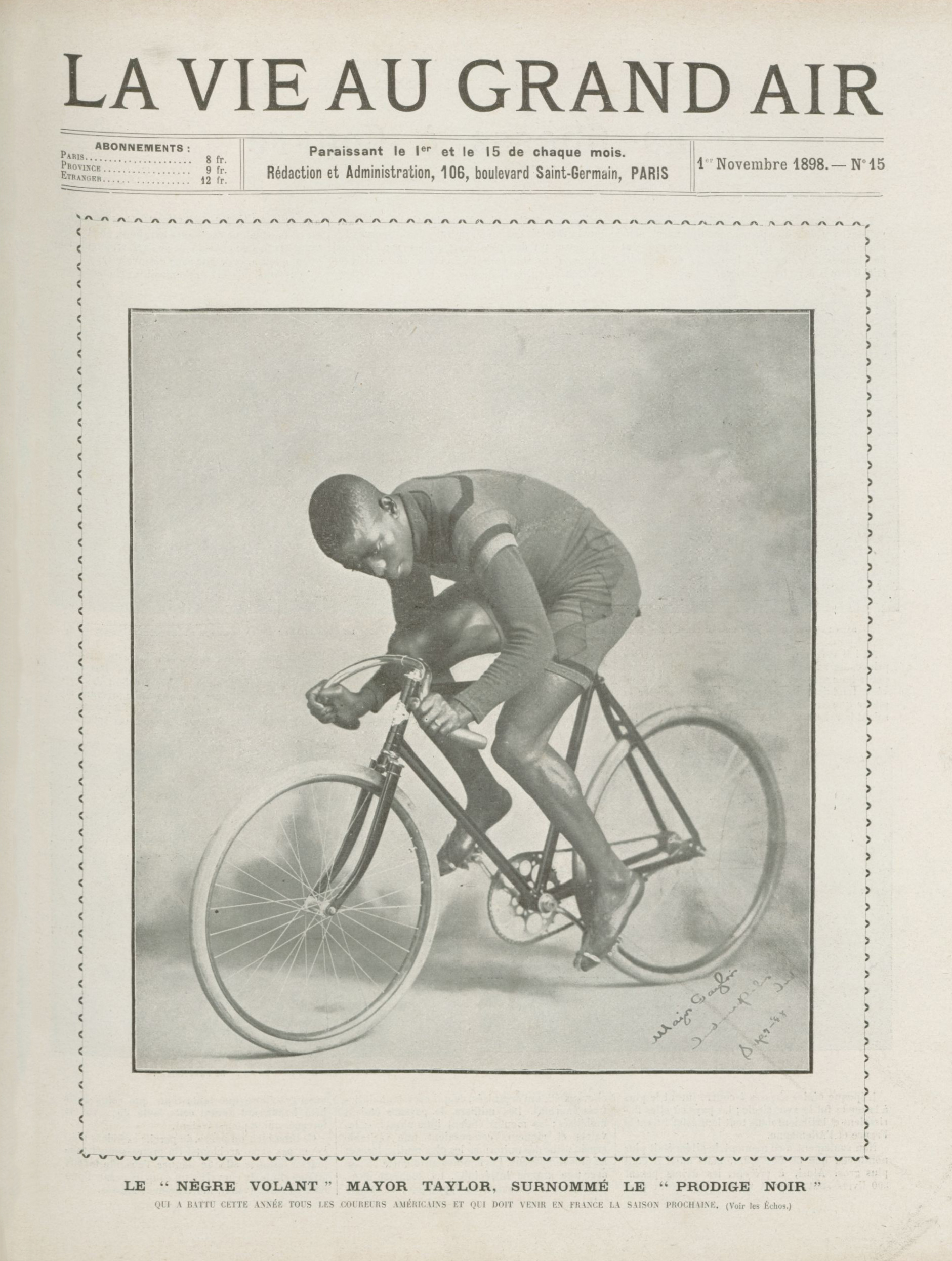
En France, Taylor fait la une de La Vie au grand air no 15 du 1er novembre 1898.

Bien qu'il ait été grandement célébré à l'étranger, en particulier en France, la carrière de Taylor a été marquée par le racisme, en particulier dans le Sud des États-Unis où il n'était pas autorisé à concourir contre des Blancs.
Coureur cycliste de grand talent, il souffre très tôt du racisme (essentiellement aux États-Unis) en raison de sa couleur de peau. Ses grands-parents avaient été des esclaves. Son plus grand rival était le coureur, puis manager et organisateur de courses Floyd MacFarland, descendant d'une famille de planteurs de Virginie, raciste, qui lui a rendu la vie difficile. Il a même fondé sa propre association nationale de coureurs, la "Cycle Racing Association" pour exclure Taylor des compétitions. Exclu de nombreuses courses, il devait subir les pires traitements de la part des autres concurrents en course, surtout dans les vélodromes du sud des États-Unis, où on voulait l'empêcher de gagner… Il est dit que MacFarland n'a jamais mentionné Taylor par son nom, mais parlant de lui en disant « nègre ».
La League of American Wheelmen (en) a pour un temps exclu les Noirs. Des coureurs cyclistes de l'époque, tels que Tom Cooper, et Eddie Bald, ont collaboré souvent pour assurer la défaite de Taylor. Au cours de sa carrière, on a jeté de l'eau glacée sur lui pendant les courses, et dispersé des clous devant ses roues, et il a souvent boxé avec d'autres coureurs, empêchant les sprints à l'avant du peloton au cours desques il a si bien réussi.
« Life is too short for any man to hold bitterness in his heart »
— Marshall Taylor
Dans son autobiographie, il raconte que poussé violemment sur la piste par un autre coureur, provoquant une perte de connaissance, celui-ci a reçu seulement une amende de 50 $ à titre de sanction. Néanmoins, il ne s'attarde pas sur ces événements dans son livre ; il est plutôt évident qu'il veut servir d'inspiration à d'autres Afro-Américains qui tentent de surmonter un traitement similaire. Taylor a pris sa retraite à 32 ans en 1910, en disant qu'il était fatigué du racisme. Son conseil aux jeunes Afro-Américains qui souhaitent faire comme lui, c'est que la course était la voie du succès pour lui, il ne le recommande pas en général ; et que les individus doivent trouver leur propre voie.
Il court également en dehors des États-Unis, notamment en Europe et en Océanie entre 1901 et 1910, où il fut très respecté par le public et les autres coureurs et où il était considéré comme un très grand champion.

## Vie personnelle
Par conviction religieuse, il ne courait jamais le dimanche, ce qui explique qu'il ne put défendre sa couronne mondiale en 1900. Il portait toujours un catéchisme et a commencé chaque course par une prière silencieuse.
On trouve une trace d'une course courue un dimanche en Suisse, à Genève. Le 5 septembre 1909 (un dimanche), il remporte la finale du Grand Prix de Genève sur le vélodrome de la Jonction .
Taylor a épousé Marguerite V. Morris à Ansonia (Connecticut), le 21 mars 1902. Taylor et sa femme ont eu une fille, en Australie, en 1904, qu'ils ont prénommée Sydney, en l'honneur de la ville où elle est née.

## Fin de carrière et mort

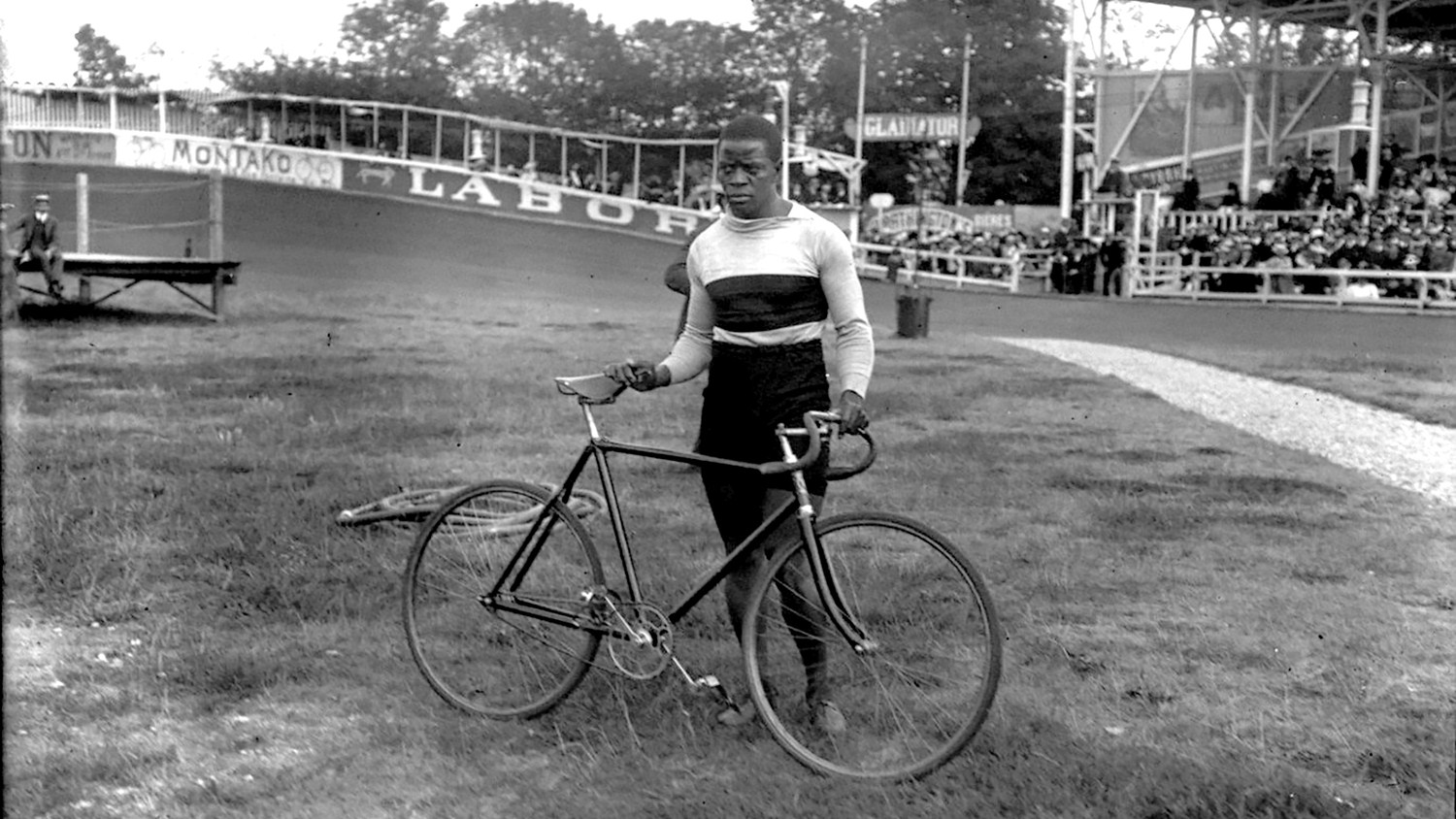
Au départ d'une course en 1908

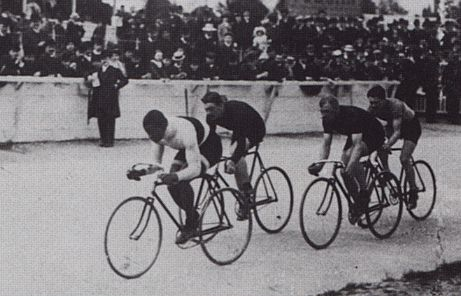
Major Taylor à Paris en 1908

Taylor revient en France en 1907 pour courir une série de matchs au vélodrome Buffalo contre Gabriel Poulain, Émile Friol, Victor Dupré, Léon Hourlier, Thorvald Ellegaard, et bien sur Edmond Jacquelin. Taylor a encore battu des records en 1908, record mondial du 1/4 de mile en 25 s et 2/5 à Paris, mais l'âge commençait à avoir prise sur lui. Il a finalement quitté la piste en 1910 à l'âge de 32 ans.
Taylor a dit avoir gagné entre 25 000 $ et 30 000 $ par an au moment où il est retourné à Worcester à la fin de sa carrière. Au moment de sa mort, il avait tout perdu à cause de mauvais investissements, y compris l'auto-publication de son autobiographie, d'une maladie persistante et du krach boursier. Son mariage brisé, il meurt indigent à 53 ans le 21 juin 1932 à Chicago dans le quartier de Bronzeville, dans le service de la charité du Cook County Hospital, et est enterré dans une tombe anonyme. Sa fille lui a survécu.
En 1948, un groupe d'anciens coureurs professionnels, avec de l'argent donné par Schwinn Bicycle Co. dont le propriétaire était alors Frank W. Schwinn, ont organisé l'exhumation et le transfert des restes de Taylor dans une partie plus importante du cimetière de Mount Glenwood à Thornton (Illinois), près de Chicago 41° 33′ 16″ N, 87° 36′ 52″ O.
« Dedicated to the memory of Marshall W. 'Major' Taylor, 1878-1932. World's champion bicycle racer who came up the hard way without hatred in his heart, an honest, courageous and god-fearing, clean-living, gentlemanly athlete. A credit to the race who always gave out his best. Gone but not forgotten.

À la mémoire de Marshall W. Major Taylor, 1878-1932. Champion du monde de cyclisme qui est devenu par un dur chemin, sans haine dans son cœur, un athlète gentleman honnête, courageux et respectant Dieu. Grâce à la course à laquelle il a toujours donné le meilleur de lui-même. Il s'en est allé mais il n'est pas oublié. »
— Inscription sur la plaque en bronze sur la pierre tombale offerte par Frank W. Schwinn
Un monument à sa mémoire se trouve en face de la bibliothèque publique à Worcester. Worcester a également nommé une rue du nom de Taylor. Indianapolis a baptisé son Vélodrome Major Taylor (en) et baptisé sa piste cyclable urbaine Taylor. 
La fille de Taylor, Sydney Taylor Brown, est morte en 2005 à l'âge de 101 ans. Ses descendants sont son fils et ses cinq enfants. En 1984, Mme Brown a fait don d'une collection d'albums complets sur son père à l'Université de Pittsburgh.

## Distinction
En 2002, Major Taylor fait partie des coureurs retenus dans le Hall of Fame de l'Union cycliste internationale.

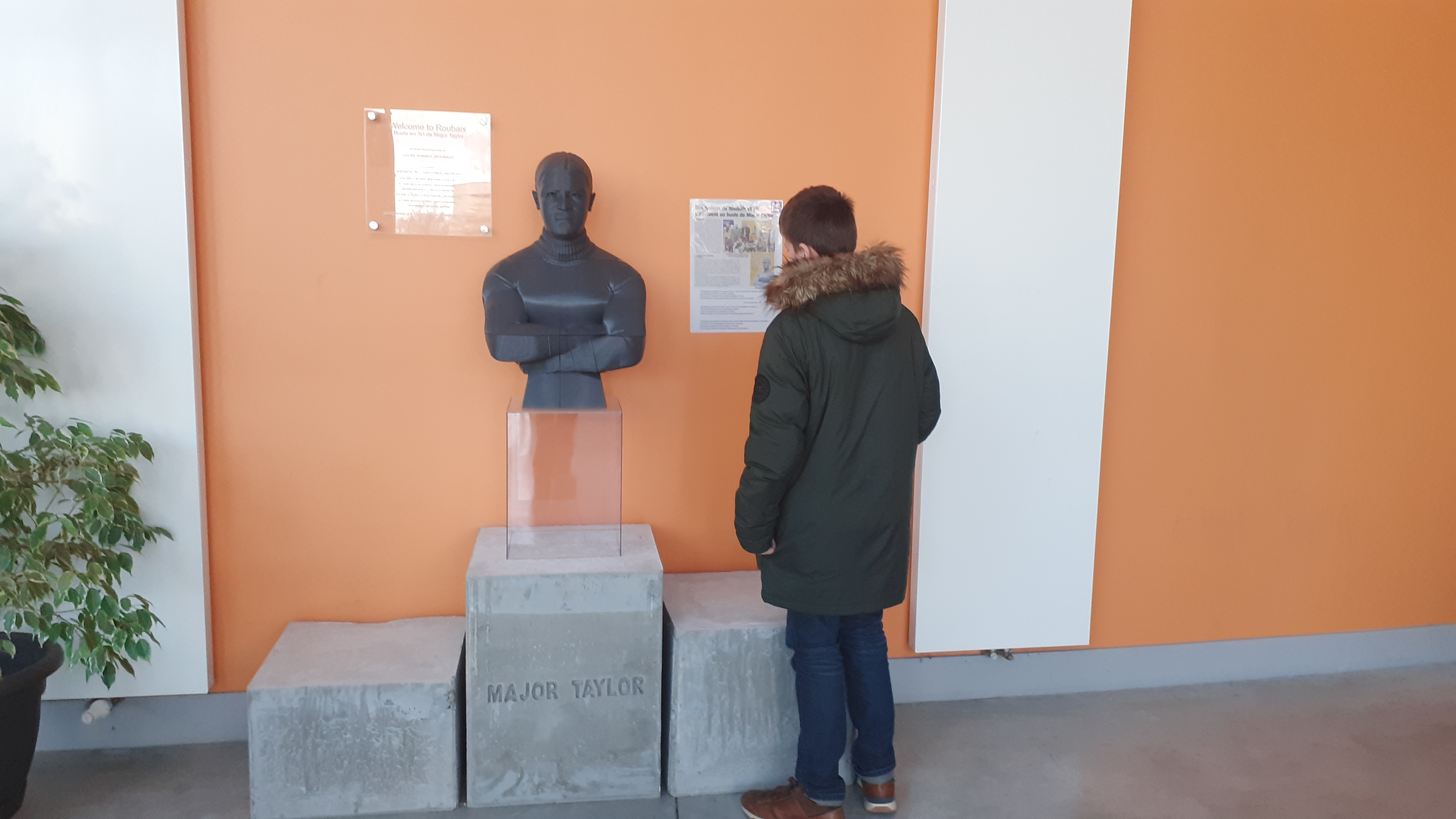
Welcome to Roubaix: buste en 3D de Major Taylor au vélodrome de Roubaix.

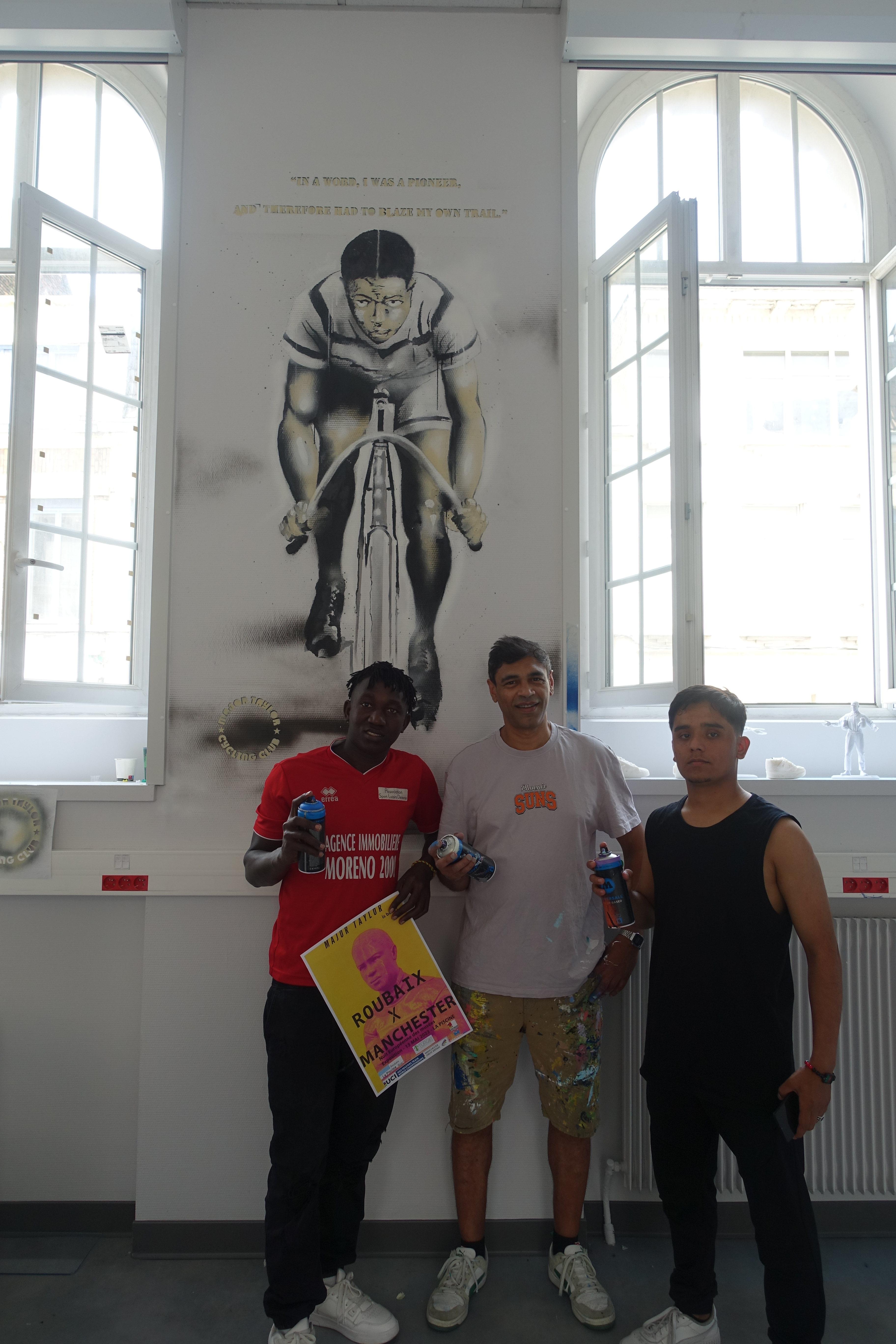
E.I.P Major Taylor. Fresque de Michaël Deroubaix au lycée Turgot. Juin 2024

Un buste en 3D de Major Taylor a été inauguré par les lycées : Turgot et Louis Loucheur de Roubaix, le 6 janvier 2023 lors des championnats de France de cyclisme sur piste au vélodrome couvert régional Jean Stablinski. Le lycée professionnel Turgot a également nommé son Espace d'Innovation Partagé (E.I.P) : Major Taylor.

## Vidéographie

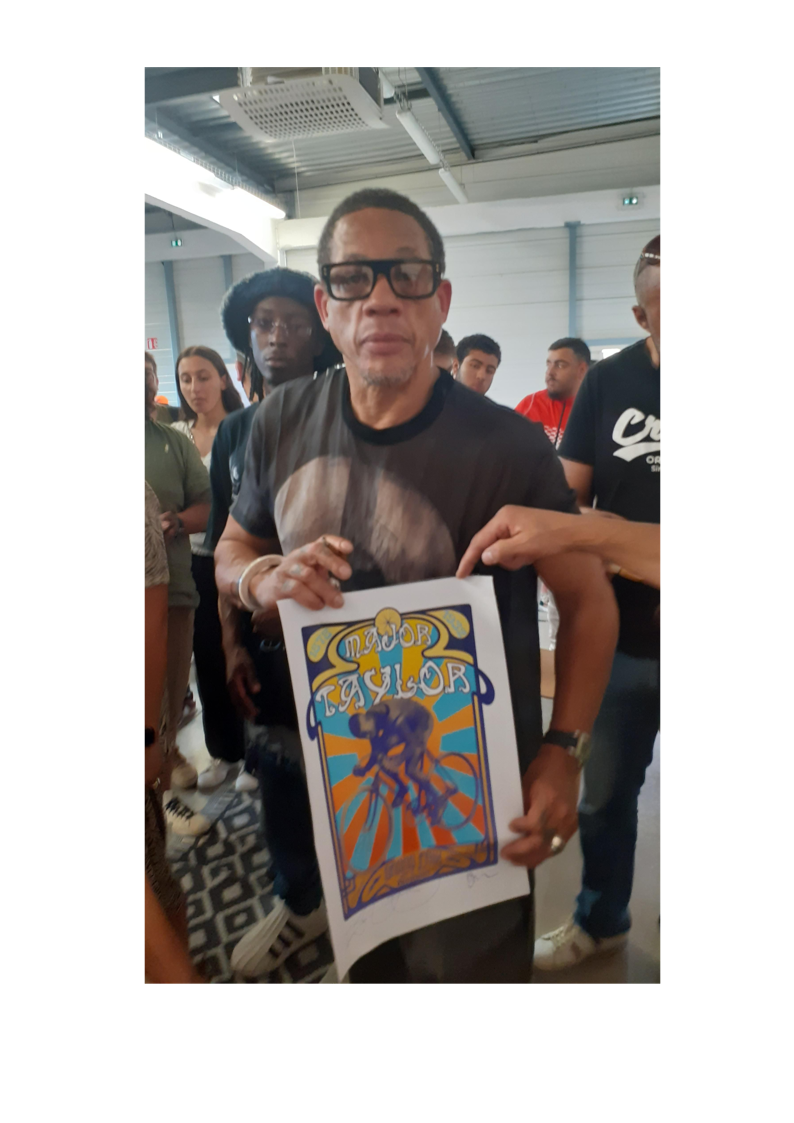
Didier Morvile, acteur, rappeur (Joey Starr) tenant une affiche de Major Taylor à Roubaix en 2023.

- Champions de France - Major Taylor, série Champions de France, film-portrait raconté par Pascal Légitimus, co-réalisé par Pascal Blanchard et Rachid Bouchareb 2016, 2 minutes[voir en ligne]
- Flaire de famille, série télévisée franco-belge avec Sylvie Testud, Samuel Labarthe, Oscar Copp. Dans la saison 1, épisode 2 diffusée en février 2024, une affiche de Major Taylor, réalisée par l'artiste britannique, Dan Johnson au style Art déco apparaît à plusieurs reprises.

## Notes et références

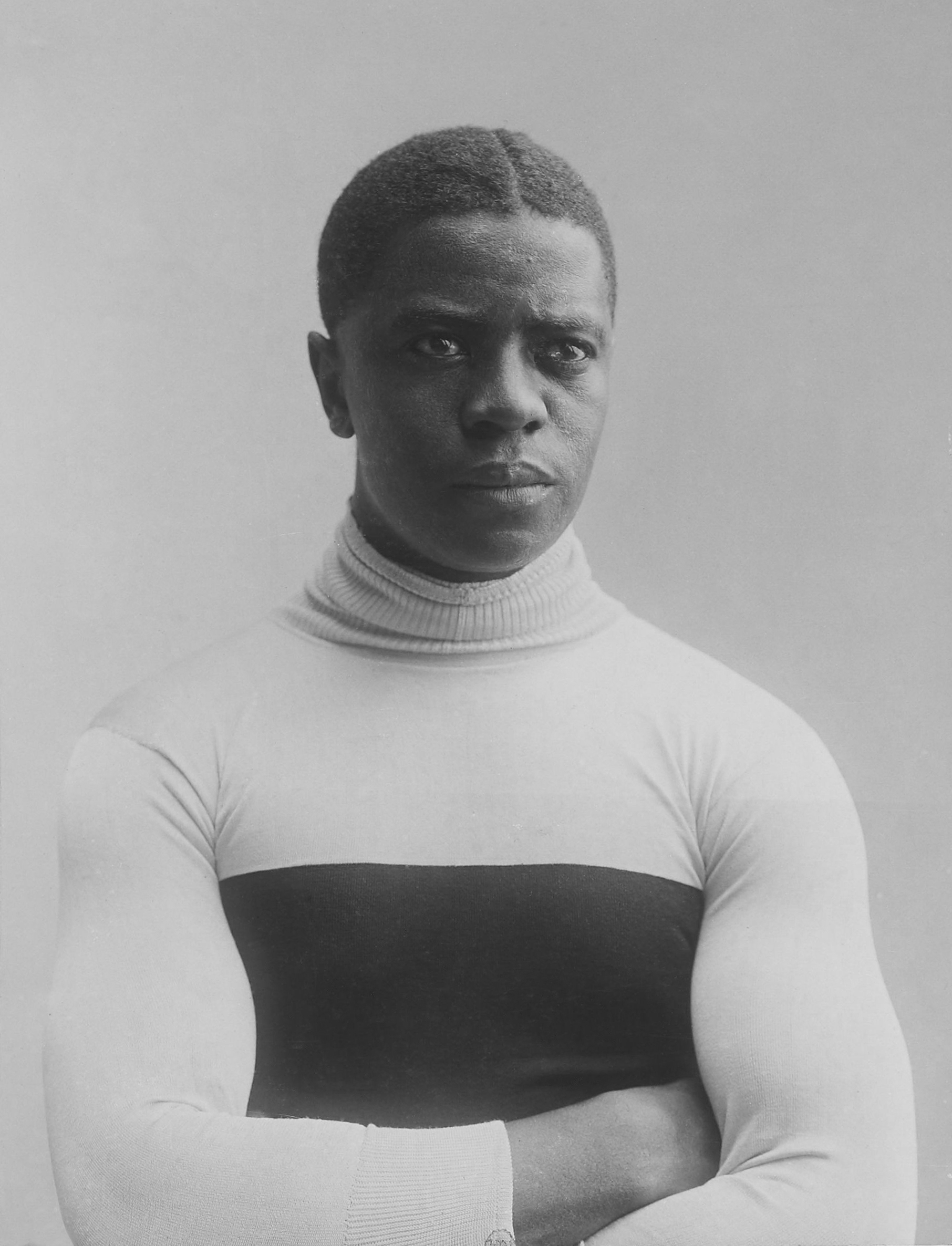
Major Taylor en 1907.